# Abathomphalidae
Abathomphalidae es una familia de foraminíferos planctónicos cuyos taxones se han incluido tradicionalmente en la familia Globotruncanidae, de la superfamilia Globotruncanoidea, del suborden Globigerinina y del orden Globigerinida. Su rango cronoestratigráfico abarcaba desde el Albiense medio (Cretácico inferior) hasta el Campaniense (Cretácico superior).

## Discusión
Clasificaciones posteriores incluirían Abathomphalidae en la superfamilia Globigerinoidea.

## Clasificación
Abathomphalidae incluye a las siguientes subfamilias y géneros:
- Subfamilia Abathomphalinae †, considerada también en la familia Globotruncanidae.
  - Abathomphalus †
- Subfamilia Ananiinae
  - Anania †, también considerado en la subfamilia Abathomphalinae.
  - Badriella †, también considerado en la subfamilia Abathomphalinae.
  - Meridionalla †, también considerado en la subfamilia Abathomphalinae.